# Лужки (Сланцевский район)
Лужки — деревня в Старопольском сельском поселении Сланцевского района Ленинградской области.

## История
Деревня Лужок упоминается на карте Санкт-Петербургской губернии Ф. Ф. Шуберта 1834 года.

ЛУЖОК — деревня принадлежит её величеству, число жителей по ревизии: 52 м. п., 52 ж. п. (1838 год)

Деревня Лужок отмечена на карте профессора С. С. Куторги 1852 года.

ЛУЖКИ — деревня Гдовского её величества имения, по просёлочной дороге, число дворов — 18, число душ — 52 м. п. (1856 год)

ЛУЖЕК — деревня удельная при колодце, число дворов — 13, число жителей: 87 м. п., 64 ж. п. (1862 год) 

Сборник Центрального статистического комитета описывал её так:

ЛУЖЕК — деревня бывшая удельная при реке Долгой, дворов — 16, жителей — 136; часовня, водяная мельница. (1885 год)

В XIX — начале XX века деревня административно относилась к Старопольской волости 2-го земского участка 1-го стана Гдовского уезда Санкт-Петербургской губернии.
Согласно Памятной книжке Санкт-Петербургской губернии 1905 года деревня называлась Лужки и образовывала Лужецкое сельское общество.

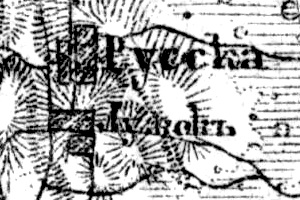
Деревня Лужки на карте 1919 года

Согласно карте Петроградской и Эстляндской губерний издания 1919 года деревня называлась Лужек.
С марта 1917 до февраля 1924 года деревня находилась в составе Менюшского сельсовета Старопольской волости Гдовского уезда.
С февраля 1924 года, в составе Заручьевского сельсовета Доложской волости.
С февраля 1926 года, в составе Русецкого сельсовета.
С февраля 1927 года, в составе Выскатской волости.
С августа 1927 года, в составе Рудненского района.
С 1928 года, в составе Заручьевского сельсовета. В 1928 году население деревни составляло 137 человек.
По данным 1933 года деревня называлась Лужок и входила в состав Заручьевского сельсовета Рудненского района. С августа 1933 года, в составе Осьминского района.
С 1 августа 1941 года по 31 января 1944 года, германская оккупация.
С 1961 года, в составе Сланцевского района.
С 1963 года, в составе Кингисеппского района.
По состоянию на 1 августа 1965 года деревня Лужки входила в состав Заручьевского сельсовета Кингисеппского района. С ноября 1965 года, вновь в составе Сланцевского района. В 1965 году население деревни составляло 11 человек.
По данным 1973 года деревня Лужки входила в состав Заручьевского сельсовета Сланцевского района.
По данным 1990 года деревня Лужки входила в состав Старопольского сельсовета.
В 1997 году в деревне Лужки Старопольской волости проживал 1 человек, в 2002 году — 4 человека (русские — 75 %).
В 2007 году в деревне Лужки Старопольского СП проживали 2 человека, в 2010 году — 3 человека.

## География
Деревня расположена в юго-восточной части района на автодороге 41К-163 (Менюши — Заручье — Каменец).
Расстояние до административного центра поселения — 12 км.
Расстояние до ближайшей железнодорожной платформы Сланцы — 48 км.
Деревня находится на правом берегу реки Долгая.

## Демография
| 1862 | 2007 | 2010 | 2017 |
| ---- | ---- | ---- | ---- |
| 151  | ↘2   | ↗3   | ↗6   |

## Достопримечательности
К юго-западу от деревни расположена Доложская пещера и развалины Свято-Успенского скита на месте явления Богородицы.